# 枦山智博
枦山 智博（はぜやま ともひろ、1944年5月28日 - ）は、鹿児島県垂水市出身の元高校野球指導者。

## 概要
鹿児島商工高等学校（現・樟南高等学校）時代は投手で主将。社会人時代は軟式野球、準硬式野球をプレーし、投手で軟式と準硬式で1度ずつ国体に優勝している。
1972年に母校・鹿児島商工高等学校の事務職員として野球部監督に就任し、甲子園に23回（春7回、夏16回）出場に導いた。最高成績は、樟南高等学校に校名が変更された1994年、福岡真一郎と田村恵のバッテリーを擁して臨んだ第76回全国高等学校野球選手権大会での準優勝。鹿児島実業高等学校監督の久保克之（現・名誉監督）と共に鹿児島県の高校野球を長年にわたりリードした。
2003年7月1日に、自動車を運転中に事故に遭い、頭部を45針縫う重傷を負うが同年の第85回全国高等学校野球選手権大会ではユニフォーム姿で指揮をとった。
2010年7月27日に監督を勇退した。勇退後も後輩の指導者に請われ、鹿児島県内の高校を巡って助言を送っている。

## 主な教え子
- 大西崇之（元中日、巨人）
- 田村恵（元広島）[1]
- 鶴岡慎也（日本ハム、元ソフトバンク）[1]
- 大和（DeNA、元阪神）[1]

## 甲子園での成績
- 春：出場7回・4勝7敗
- 夏：出場16回・22勝16敗・準優勝1回（1994年）
- 通算：出場23回・26勝23敗・準優勝1回